# Andrea (cantante)
Teodora Rumenova Andreeva (en búlgaro: Теодора Руменова Андреева; 23 de enero de 1987, Sofia, Bulgaria), más conocida por su nombre artístico Andrea (Андреа), es una cantante y modelo búlgara de pop-folk. Ha lanzado cuatro álbumes de estudio desde su debut en 2008 y ha ganado varios premios de música en su país, donde es una de las cantantes más populares. Además, formó junto a Costi Ioniță el grupo musical Sahara.

## Biografía
A los cuatro años demostró interés en el arte como la música, la pintura y el ballet. Su familia está profundamente relacionada con el arte de la música. Andrea Teodora tomó el nombre de su abuela, Todorka Ahtarova quien era una antigua bailarina e intérprete del Teatro Nacional. Es prima hermana de Boris Karadimchev. Su abuela tocaba la viola y su abuelo, Michail Ahtarov fue un director de orquesta durante muchos años. Otra abuela de Andrea fue solista en el teatro Renacimiento con la inolvidable Balkanska Mimi, donde el escritor Ivan Vazov quedó impresionado por su actuación.
Andrea tomó clases de solfeo y de piano con su tía, que es cantante y solista de la ópera antigua Vratsa. Andrea comenzó a asistir a una escuela de ballet clásico a la edad de cuatro, y después siguió por los deportes.
El hermano menor de Andrea es Yordan Andreev. Su abuela Todorka Ahtarova ha influido en la mayoría de la vida de Andrea. Ella era una modelo de fotos, bailarina de ballet, una magnífica recitadora y una gran persona. Fue la más cercana a Andrea en los primeros 18 años de su vida.
El dibujo es una de las más fuertes pasiones de Andrea. Dibuja desde la edad de 13 años en las especialidades de la escuela. Posteriormente se graduó en la escuela de idioma inglés y le dio una elaboración más profesional.
Durante su educación en la Primera Escuela Privada de Enseñanza en Inglés Whilliam Shakespeare Andrea cantaba en un coro de folklore búlgaro a cargo de la señora Baltakova. Ella cantó en el coro durante dos años y ganó una gran cantidad de premios. Recibió una proposición de un registro de álbum de pop, pero se negó en el último minuto.

## Carrera como modelo
En el año 2002 y con 15 años, Andrea ganó el concurso Miss Sofía 2002. A los 18 años, en 2005, ganó firmó un contrato y se convirtió en el rostro publicitario de la agencia Xground. En el concurso Supermodelo Bulgaria ganó el premio del público Vodka Flirt Supermodelo y el derecho a participar en el concurso Miss Turismo, en el que finalizó en primer lugar. Andrea fue una de las modelos más populares de Bulgaria, pero a pesar de su rápida ascenso en el modelaje, en sesiones de fotos y entrevistas, Andrea aseguró que su carrera de modelo era un hobbie, más que un compromiso serio.
En octubre de 2006 apareció en la portada de la revista Maxim y en junio de 2008 Andrea en la edición búlgara de Playboy. En febrero de 2012, Andrea posó desnuda en una sesión de fotos y en un reportaje para la revista Mr. Big, en la que apareció en portada. En el reportaje gráfico, la cantante aparece desnuda y, en ocasiones, solo tapada con trajes de piel. El número de Mr. Big con Andrea en la portada resultó ser la más exitosa en la historia de las revistas eróticas del país en los últimos dos años.

## Carrera musical
En mayo del 2006 Teodora completó sus estudios secundarios en la Escuela Whilliam Shakespeare y a sus once años de educación se graduó en el Instituto Goethe en el idioma alemán. Ese mismo año dio sus primeros pasos en lo que sería su carrera musical con la ayuda de su productor Lusi Ilarionov. Su primer sencillo "Kato nepoznat" (Como un desconocido) fue lanzado en junio de 2006 y un mes más tarde su primer videoclip. Entró en la escena musical con el nombre artístico de Andrea. Su primera canción se convirtió en el hit romántico del verano, en tan solo un mes. Al final del año Andrea firmó un contrato con Payner Music, la mayor empresa búlgara de producción musical. En diciembre Andrea lanzó su segundo sencillo, "Ne sam takava" (Yo no soy ese tipo), una versión de Lepa Brena, canción que se convirtió en un éxito.
En el año 2007 Andrea grabó tres videoclips más de los sencillos "Hladna nezhnost", "Bez teb" (Sin ti) y "Krasiva lazha" (Mentira Bonita). Además de grabar uno de los videos más populares de publicidad de Planet Mobile junto con las estrellas pop-folk Emilia, Boris Dali, Gergana y Galena, Andrea participó en dos grandes conciertos en el Palacio Nacional de Cultura.

### Ogan v kravtayMen si tarsil(2008-2010)
En marzo del 2008, Andrea lanzó su primer álbum Ogan v kravta (Fuego en la sangre), que incluía catorce canciones compuestas por autores como Costi Ioniță, Marieta Angelova, Velislav Draganinski, Lepa Brena o Azis. Dos de sus nuevas canciones "Falshivo shtastie" (Falsa felicidad) y "Nyama te" (Te has ido) se convirtieron en éxitos en las listas búlgaras. En junio de 2008 Andrea lanzó el videoclip de "Nyamam prichina", el primer sencillo de su segundo álbum de estudio Men si tarsil que, sin embargo, no fue lanzado hasta 2009 y que fue producido por Costi Ioniță, que se convertiría en su productor habitual en su carrera como solista. En julio de 2008 Andrea participó en el Tour Payner y en agosto, grabó su primera canción a dúo, precisamente, con Costi, "Samo moy".
En el año 2009 formó Sahara junto a Costi y grabó un sencillo llamado "Bellezza" con Geo Da Silva. En octubre de 2009, tras participar en la gira veraniega Planet Derby 2009, la cantante publicó su segundo álbum, Men si tarsil (Me has estado buscando), con el que logró asentarse como una de las jóvenes artistas de pop-folk búlgaro. Sus sencillos "Nai-velik", "Dai mi vsichko" y "Upotrebena" se convirtieron en éxitos en las listas búlgaras y al final de 2009, Andrea participó en la gala televisiva del séptimo aniversario de la cadena Planeta. Especialmente controvertido fue el videoclip de "Upotrebena", en la que Andrea canta con Costi y, en la parte final del vídeo, protagoniza un apasionado beso con la modelo Nikoleta Lozanova. Además, grabó con Sahara el sencillo "I Wanna" junto a Bob Sinclar y Shaggy.

### Andrea(2010-2012)
En el año 2010, la cantante publicó su tercer trabajo, autotitulado Andrea, con el que logró el éxito definitivo a nivel nacional e internacional, en el que participaron artistas como Ilian, Galena y Costi Ioniţă, compositor este último de la gran mayoría del álbum. Fueron extraídos numerosos sencillos promocionales del álbum, pero cuatro de ellos fueron lanzados con videoclip: "Hayde, opa", "Ne gi pravi tiya raboti", "Izlazhi me", "Neblagodaren" junto a Costi y "Blyasak na kristali", junto a la cantante Galena. El álbum logró un gran éxito comercial y la cantante alcanzó más de 24 millones de visitas a sus vídeo en Youtube. En noviembre de 2010, Andrea se convirtió en la artista búlgara más visitada en Youtube de todo el año.
El éxito de Andrea continuó en 2011 y, junto a su proyecto Sahara con Costi Ioniţă, la cantante consiguió superar las 50 millones de visitas a sus videoclips en Youtube ese mismo año. Especialmente visitados fueron "Upotrebena" —de su álbum anterior Men si tarsil— con 16 millones de visitas, "Izlazhi me" y "Blyasak na kristali", este último con más de dos millones de visitas en el que Andrea protagoniza una videoclip cargado de erotismo con Galena, cuyo rodaje se llevó a cabo en la costa búlgara del Mar Negro. Además, tanto Galena como Andrea protagonizaron una exitosa campaña de publicidad de la compañía de mastika búlgara Peshtera, que usaba la melodía y temática de "Blyasak na kristali". Por su parte, el sencillo "I Wanna" de Sahara junto a Bob Sinclar y Shaggy superó los ocho millones de visitas. El 23 de julio de 2011, Andrea lanzó el videoclip del sencillo "Dokrai", el más caro del pop-folk en 2011, que apareciría en su siguiente álbum Losha, pero que generó una gran expectación por su contenido erótico y provocativo. El vídeo muestra a una sexy Andrea posando en una cama, mientras unos ratones la contemplan con celo y deseo. La cantante aseguró que el mensaje trata de profundizar en la "moralidad de la sociedad".
Andrea actuó en un dueto con el cantante de ópera Stefan Petkov a finales de diciembre, en un concierto de Navidad celebrado en el Teatro Nacional Ivan Vazov en Sofía. El concierto fue emitido en directo en televisión, grabado junto con una orquesta sinfónica y recibió el aplauso de la crítica musical búlgara.

### Losha(2012-presente)
A principios de 2012, Andrea anunció la publicación de su cuarto álbum de estudio titulado Losha (Mala), cuyo lanzamiento tuvo lugar el 23 de enero mediante Payner y compuesto por ocho canciones, entre ellas "Dokrai" y "Na eks", sencillos lanzados anteriormente. Sin embargo, durante la etapa de promoción de su álbum, Ándrea lanzó un polémico vídeo promocional en el que la cantante aparecía crucificada en alusión a Jesucristo, con las manos ensangrentadas traspasadas por clavos y bañada en lágrimas. El vídeo provocó una gran polémica en Bulgaria, pese a que la joven cantante aseguró que el mensaje no contiene tintes religiosos.
El sencillo "Losha", que da nombre al álbum, consiguió llegar al número uno de las listas búlgaras.

## Imagen pública
Considerada como una de las mujeres más bellas y sensuales de Bulgaria, Andrea debutó en la escena pop-folk de Bulgaria como una verdadera "muñeca Barbie" rubia, con muchas extensiones y grandes curvas, que constituyó un culto a esta imagen. Esta imagen provocativa, muy habitual en las cantantes femeninas de pop-folk en Bulgaria, fue la que le valió a Andrea para hacerse un nombre durante sus primeros años. La cantante búlgara ha protagonizado varios escándalos recogidos en los medios de comunicación de su país, como apariciones en eventos públicos sin ropa interior, excesos en discotecas con compañeras de profesión, y envidias con otras cantantes de pop-folk.
Sin embargo, desde 2010 la cantante ha introducido, progresivamente, estilos más provocativos y se ha convertido en un cantante ídolo de cientos de jóvenes de Bulgaria, mientras que su excéntrica imagen pública le ha valido para ser considerada una de las artistas más innovadoras de su país. Sus vestidos extravagantes y constantes cambios en su maquillaje se observan en las dos últimas portadas de sus álbumes, Andrea (2010) y Loša (2012). En el primero, Andrea aparece vestida como un ángel y una sensual novia vestida de blanco, mientras que en el álbum de 2012 protagoniza una polémica campaña publicitaria de su cuarto álbum mostrándose crucificada.
En los videoclips de sus sencillos, Andrea ha pasado por explosiva vaquera del Lejano Oeste en "Na eks", hasta princesa de niños, guardián de llaves o ataviada con un provocativo traje de noche con un peluche en su ropa interior en "Dokrai". En sus videoclips y apariciones en público, Andrea hace gala de la numerosa colección de calzado diseñado excluisvamente para ella y máscaras hechas a mano como en el sencillo "Neblagodaren".

### Polémicas
Durante su carrera musical, Andrea no ha permanecido al margen de la polémica. En sus videoclips introduce una importante carga erótica y provocativa propia del pop-folk, como quedó demostrado en el videoclip del sencillo "Upotrabena" de 2009, en el que Andrea y la modelo Nikoleta Lozanova —novia del portero Nikolay Mihaylov, vinculado al jefe de la mafia Georgi Stoilov— finalizan el vídeo con un explícito beso en la boca. La cantante búlgara aseguró, posteriormente en una entrevista de televisión, que ambas se saltaron el guion y el beso fue totalmente espontáneo. Tres meses después del polémico videoclip, Andrea y Nikoleta Lozanova volvieron a protagonizar una excéntrica aparición en los medios al celebrar, junto a la también modelo búlgara Zlatka Raikova, un erótico vídeo en un hotel de Sofía. En enero de 2010, Andrea y su novio, el boxeador Kubrat Pulev, filmaron un vídeo pornográfico casero que, según la pareja, "nunca verá la luz".
La competitividad por ser la cantante más popular del pop-folk búlgaro ha provocado algunos incidentes entre las principales artistas femeninas de la música en Bulgaria. Una de las polémicas más extensamente cubiertas por los medios de comunicación fue la que mantuvo con la cantante Cvetelina Yaneva, ya que esta luchó con Andrea por ser la cantante del exitoso grupo Sahara con Costi Ioniță que, finalmente, acabó siendo para Andrea. Además, Costi Ioniță es productor de ambas artistas, lo que suscita nuevas controversias por la similitud de las letras y la música de Andrea y Cvetelina Yaneva. Tras el lanzamiento de su cuarto álbum de estudio, Losha, la Iglesia ortodoxa búlgara amenazó, en febrero de 2012, a la cantante con la excomunión por el polémico vídeo de su sencillo "Losha" en el que aparece crucificada.

## Discografía
- Ogân v krâvta (Огън в кръвта, 2008)
- Men si târsil (Мен си търсил, 2009)
- Andrea (Андреа, 2010)
- Loša (Лоша, 2012)

## Giras
- Planeta Derby Pluss (2008)
- Planeta Derby 2009 (2009)
- Planeta Derby 2010 (2010)